# Parijse metrolijn 6
Metrolijn 6 is een van de 16 Parijse metrolijnen. De lijn werd geopend in 1900, als derde metrolijn in Parijs, en loopt van station Charles de Gaulle-Etoile naar Nation. De totale lengte bedraagt 13,5 km en er zijn 28 stations.
Sinds 1974 is lijn 6 een bandenmetro.
Samen met lijn 2 vormt lijn 6 een ringlijn binnen Parijs. Lijn 6 aan de zuidkant, en lijn 2 aan de noordkant, lopen langs boulevards die grofweg de route volgen van de voormalige 'Mur des Fermiers généraux', een van de stadsmuren die in verschillende periodes rond de toenmalige stad Parijs werden gebouwd.
Lijn 6 verloopt tussen de stations Pasteur en Passy bovengronds. Dit gedeelte is toeristisch gezien erg aantrekkelijk. Dit geldt met name voor de passage van de Pont de Bir Hakeim (tussen de stations Bir Hakeim en Passy), waar een bijzonder uitzicht op de Eiffeltoren te genieten is.
Charles de Gaulle - Étoile · Kléber · Boissière · Trocadéro · Passy · Bir-Hakeim · Dupleix · La Motte-Picquet - Grenelle · Cambronne · Sèvres - Lecourbe · Pasteur · Montparnasse - Bienvenüe · Edgar Quinet · Raspail · Denfert-Rochereau · Saint-Jacques · Glacière · Corvisart · Place d'Italie · Nationale · Chevaleret · Quai de la Gare · Bercy · Dugommier · Daumesnil · Bel-Air · Picpus · Nation